# 2020年8月蘇格蘭保守黨黨魁選舉
2020年8月蘇格蘭保守黨黨魁選舉（英語：August 2020 Scottish Conservative Party leadership election）是苏格兰保守党第五場黨魁選舉。2020年8月5日，蘇格蘭保守黨宣布道格拉斯·羅斯在無競爭下當選新任黨魁。

## 背景
2020年7月30日，積遜·卡羅認為自己並非正確人選表達蘇格蘭人的聲音，決定辭任蘇格蘭保守黨黨魁，當時蘇格蘭獨立的支持度正上升，而2021年蘇格蘭議會選舉民意調查顯示，蘇格蘭民族黨一定程度領先。
蘇格蘭保守黨前黨魁露絲·戴維森承諾，若然新任黨魁並非蘇格蘭議會議員的話，她將代表黨出席首席部長質詢環節，直至2021年蘇格蘭議會選舉，否則她將會留待新任黨魁上台。

## 競選
英国下议院馬里議員道格拉斯·羅斯在7月31日宣布參選，隨即獲得露絲·戴維森和前蘇格蘭事務大臣戴维·蒙戴尔支持。羅斯亦表示有意競逐蘇格蘭議會的高地與島嶼議席，承諾當選後亦將會留在下議院。卡羅在選前認為是次選舉應在無競爭下舉行。

## 候選人
| 候選人        | 出生日期      | 公職               | 競選陣營                       | 註           |
| ------------- | ------------- | ------------------ | ------------------------------ | ------------ |
| 道格拉斯·羅斯 | 1983年1月27日 | 英国下议院馬里議員 | 競選陣營（页面存档备份，存于） | [ 9 ] [ 10 ] |